# Regola del 6+5
La regola del 6+5 è una proposta regolamentare calcistica ideata dalla FIFA tra il 1999 e 2008, sebbene mai ufficialmente approvata o applicata.

## Antefatti
Una radice storica all'origine della proposta è identificabile nelle conseguenze della sentenza Bosman, risalente al 1995 e avente per effetto la libera circolazione dei calciatori (la cui figura veniva equiparata al lavoratore) stranieri in Europa: una legge, quest'ultima, destinata a riverberarsi anche sulle scelte di mercato dei club e nella composizione dei vivai con locali tendenze al tesseramento di atleti esteri piuttosto che alla crescita di «indigeni».
L'emergere di controversie in tal senso — con procedure irregolari di naturalizzazione, tra cui lo scandalo dei passaporti che investì il campionato italiano nel 2001 —
 aveva portato nel 2003 a un'appendice della summenzionata regola volta a fissare una quota massima di extracomunitari inseribili in rosa.
Diffusa tra stampa specializzata e «addetti ai lavori» era anche la sensibilità in merito all'impatto sulle Nazionali, queste interessate da par loro dalla presenza di oriundi e giocatori resi convocabili in maniera illecita: facendo in particolare riferimento all'incidenza della norma-Bosman sul tessuto delle squadre di club, nell'autunno 2007 il presidente federale Joseph Blatter annunciò pubblicamente la necessità di un intervento regolamentare.

## Proposta e risoluzione
Ritenuta discriminatoria dall'Unione europea già ad inizio 2008, la normativa del 6+5 avrebbe determinato i seguenti effetti sul piano regolamentare:
- L'obbligatorietà di schierare in campo, al fischio d'inizio, almeno 6 calciatori nazionali: alle formazioni di Premier League sarebbe stata, per esempio, imposta la presenza minima di 6 effettivi inglesi nello schieramento titolare.[20]
- Non vi era restrizione alcuna circa la panchina e riserve[20], con la possibilità di schierare a partita in corso fino a un totale di 8 stranieri (3 subentrati da aggiungere ai 5 titolari).[20]

Onde consentire alle società l'adeguamento, il piano prevedeva un graduale format da spalmarsi nel successivo quinquennio:
- 4+7 (4 nazionali e 7 stranieri) per la stagione calcistica 2010-11[20];
- 5+6 (5 nazionali e 6 stranieri) per la stagione 2011-12[20];
- 6+5 (6 nazionali e 5 stranieri) per la stagione 2012-13.[20]

Dopo un iniziale respingimento compiuto dal Parlamento europeo il 9 maggio 2008, l'idea del 6+5 fu sottoposta a votazione il successivo 30 maggio durante l'annuale congresso della FIFA: nonostante la formale approvazione con 155 voti favorevoli e 5 contrari (40 gli astenuti) l'Unione europea rimarcò il divieto di applicazione, stante il carattere discriminatorio della regola. L'organismo calcistico mondiale decise nella circostanza anche per una linea più rigida circa i criteri di convocazione in Nazionale.
Riaffiorato in occasione di un convegno informale tenutosi a Biarritz il 27 e 28 novembre seguenti, il tema fu nuovamente portato all'attenzione del Parlamento: la INEA dichiarò il 6+5 in linea con l'articolo 48 del Trattato CE, ma nel giugno 2010 la Commissione parlamentare riportò in evidenza una incompatbilità della stessa con le leggi relative alla circolazione dei lavoratori sul suolo europeo.